# Liste des ordres, décorations et médailles de la Corée du Nord
Le système de récompense de la Corée du Nord (république populaire démocratique de Corée) a été créé moins d'un mois après la fondation de la république en 1948.
Le système est décrit comme étant élaboré, et est proche du système soviétique. Il a comme point commun avec le système de décoration soviétique de décorer des écoles, des journaux, des usines, des unités militaires, des villes, etc.
Les décorations sont décernés par le Comité central populaire de RPDC avec l'accord du président (Kim Il-sung, Kim Jong-il puis Kim Jong-un). Le système de récompense se décompose en 5 grandes catégories : les ordres, les prix, les médailles, les badges et les titres honorifiques.
Le système de récompense est un facteur qui motive les personnes et les organisations à faire des sacrifices pour se conformer aux exigences du régime. De manière générale, les distinctions sont attribuées aux personnes et aux organisations qui ont fait preuve d'actes méritoires ou de service dans la lutte anti-japonaise.
La plupart des récipiendaires ont été décorés durant la guerre de Corée, puis ont concerné des personnes ayant réalisé des actes exceptionnels, remis souvent à titre posthume.
L'État Nord-coréen a été généreux dans la distribution de distinction en général, distinguant plus de 6 millions de personnes de 1954 à 2004, sans compter les récipiendaires de médailles.
Cette générosité dans l'attribution des distinctions est particulièrement visible, notamment avec les nombreux hauts gradés qui portent de très nombreuses décorations lors des cérémonies officielles, ce qui forme une image singulière de la Corée du Nord à l'étranger.
La décoration peut conférer à son porteur un certain nombre de privilèges : il peut permettre l'accès gratuit aux transports, ou ouvrir droit à une pension mensuelle ou baisser l'âge de départ à la retraite.
À l'exception de quelques ordres modernes, les récompenses soviétiques et tchèques de l'APC sont les plus recherchées sur les marchés actuels du militaria.

## Histoire
Pendant les années d'occupation japonaise de la Corée, bon nombre des futurs dirigeants ont fui vers l'Union soviétique. Pendant la Seconde Guerre mondiale, de nombreux chefs de parti et commandants de l'Armée populaire de Corée (APC), si ce n'est la quasi-totalité d'entre eux, ont servi dans l'armée soviétique et ont ainsi adopté de nombreux critères de récompense soviétiques.
À la fin des années 1940 et jusqu'à la scission sino-soviétique à la fin de 1958, les ordres et les titres étaient fabriqués dans les hôtels des monnaies soviétiques à Moscou ou à Leningrad. Les récompenses de fabrication soviétique étaient calquées sur les ordres soviétiques et fabriquées en argent sterling.
À l'origine, les ordres étaient attachés aux vêtements avec une plaque à vis, mais après l'arrêt de la production soviétique, la production a été transférée en Corée du Nord. La plaque à vis a été remplacée par une épingle et l'argent a été remplacé par de l'étain bon marché.

## Aspect général
La plupart des distinctions nord-coréennes ont la forme d'étoile.

## Titres
| Prix | Nom (Anglais/Coréen/Translittération)                 | Date de création | Description |
|      | Héros de la République 공화국영웅 Konghwaguk Yŏng'ung | 30 juin 1950     | Le « héros de la République » était la plus haute distinction de la république populaire démocratique de Corée jusqu'à la création de l'ordre de Kim Il-Sung en 1972. Décerné pour des exploits héroïques extrêmes pendant la guerre. Le récipiendaire est également décoré de l'ordre du Drapeau national de 1re classe, qui était l'ordre le plus élevé du pays jusqu'à l'ordre de Kim Il-Sung. En plus de l'étoile d'or et de l'ordre, le récipiendaire est également honoré de l'érection d'une statue personnelle sur son lieu de naissance. Ce prix est basé sur le prix soviétique « héros de l'Union soviétique ». |
|      | Héros du travail 로력영웅 Roryŏk Yŏng'ung             | 17 juillet 1951  | Ce titre était la plus haute distinction civile jusqu'à la création de l'ordre de Kim Il-Sung en 1972. Il est décerné pour des mérites et une efficacité exceptionnels dans le travail professionnel. Le récipiendaire de ce titre recevait également l'ordre du Drapeau national de 1re classe, qui était également la plus haute distinction de la nation jusqu'à la création de l'ordre de Kim Il-Sung. Cette distinction s'inspire de la distinction soviétique « Héros du travail socialiste ». |

## Ordres
| Ordre et ruban                                                                             | Nom (Anglais/Coréen/Translittération) | Date de création | Description |
|                                                                                            | Ordre de Kim Il-sung 김일성 훈장 Kim Ilsŏng Hunjang                                                                                      | 20 mars 1972     | L'ordre de Kim Il-sung est la plus haute décoration du pays. Il est décerné pour les contributions à la révolution ou au maintien de la dignité du pays à l'intérieur ou à l'étranger. Il est généralement décerné vers le 15 avril (Jour du Soleil, l'anniversaire de Kim Il-sung). Kim Jong-il a été son premier destinataire, bien qu'il ait d'abord rejeté cette distinction. |
|                                                                                            | Ordre de Kim Jong-il 김정일 훈장 Kim Chŏngil Hunjang                                                                                     | 3 février 2012   | Avec la promulgation du décret 2150 par le Présidium de l'Assemblée populaire suprême le 3 février 2012, l'ordre de Kim Jong-il a été créé pour le 70e anniversaire de sa naissance. La commande mesure 67 mm de longueur et 65 mm de largeur. Il présente le portrait de Kim Jong-il au centre d'épis de riz dorés au-dessus d'une étoile brillante à cinq branches, le drapeau de la Corée du Nord ci-dessous et l'emblème du Parti du travail de Corée ci-dessus avec une gravure de « l'ordre de Kim Jong-il » au dos avec épingle et numéro de série. Il est fait pour féliciter les fonctionnaires, le personnel de service, les travailleurs, les unités militaires, les organes, les entreprises et les organisations qui ont rendu des services distingués à la Corée du Nord. Le ruban de l'ordre est similaire à la couleur de l'ordre de Kim Il-sung et à l'étoile au centre, mais sa conception est différente. |
|                                                                                            | Ordre du Drapeau national 1re Classe 국기훈장 제1급 Kukki Hunjang Che il-gŭp                                                             | 2 octobre 1948   | Jusqu'à la création de l'ordre de Kim Il-sung en 1972, c'était l'ordre le plus élevé de la Corée du Nord. L'ordre du Drapeau national avait des critères d'attribution calqués sur celui de l'ordre soviétique de l'insigne d'honneur. Des prix ont été décernés à ceux qui se sont illustrés dans les domaines de la science, de l'économie et des enseignements des idéologies socialistes[réf. nécessaire]. |
|                                                                                            | Ordre du Drapeau national 2e Classe 국기훈장 제2급 Kukki Hunjang Che i-gŭp                                                               | 2 octobre 1948   | Le ruban de l'ordre a 2 bandes dorées indiquant la 2e classe. |
|                                                                                            | Ordre du Drapeau national 3e Classe 국기훈장 제3급 Kukki Hunjang Che sam-gŭp                                                             | 2 octobre 1948   | Le ruban de l'ordre a 3 petites rayures dorées indiquant la 3e classe. |
|                                                                                            | Ordre du Travail coréen 조선로력훈장 Chosŏn Roryŏk Hunjang                                                                               | 17 juillet 1951  | Pour un travail professionnel efficace et méritant. Destinataires notables : - Roi Gyanendra Bir Bikram Shah Dev du Népal - Konrad Püschel, architecte et urbaniste est-allemand, pour son travail de reconstruction des villes de Hamhung et Hungnam. |
|                                                                                            | Médaille d'honneur du soldat 1re Classe 전사영예훈장 제1급 Chŏnsa Yŏng'ye Hunjang Che il-gŭp                                             | 25 juin 1950     | Pour actes de bravoure individuelle au combat. La conception de l'insigne est similaire à l'ordre de l'Étoile rouge de l'Union soviétique (soldat sur l'écusson central entouré de couronnes) et l'ordre de la Guerre patriotique (étoile à cinq branches en émail rouge, en or/argent, avec des rayons droits en arrière-plan, et un sabre croisé et un fusil) combinés. |
| Médaille d'honneur du soldat 2e Classe 전사영예훈장 제2급 Chŏnsa Yŏng'ye Hunjang Che i-gŭp | 25 juin 1950 |                  | Pour actes de bravoure individuelle au combat. La conception de l'insigne est similaire à l'ordre de l'Étoile rouge de l'Union soviétique (soldat sur l'écusson central entouré de couronnes) et l'ordre de la Guerre patriotique (étoile à cinq branches en émail rouge, en or/argent, avec des rayons droits en arrière-plan, et un sabre croisé et un fusil) combinés. |
|                                                                                            | Ordre de l'Amiral Yi Sun-Shin 1re Classe 이순신장군훈장 제1급 I Sunsin Changgun Hunjang Che il-gŭp                                       | 13 juillet 1950  | Conféré aux officiers généraux et aux commandants de la marine pour leur leadership exceptionnel. La 1re classe n'est jamais délivrée et la commande est interrompue. |
|                                                                                            | Ordre de l'Amiral Yi Sun-Shin 2e Classe 이순신장군훈장 제2급 I Sunsin Changgun Hunjang Che i-gŭp                                         | 13 juillet 1950  | Conféré aux officiers généraux et aux commandants de la marine pour leur leadership exceptionnel. La 1re classe n'est jamais délivrée et la commande est interrompue. |
|                                                                                            | Ordre de la Liberté et de l'Indépendance 1re Classe 자유독립훈장 제1급 Sayu Tongnip Hunjang Che il-gŭp                                   | 17 juillet 1951  | Les récompenses originales de plaque à vis ou d'épingle ont été décernées aux commandants de terrain de division, de corps ou d'armée pour leurs réalisations au combat. La médaille a été décernée aux commandants de la APC et de l'APL. Sous le règne de Kim Jong Il, le prix est devenu un style cravate, a perdu son prestige sur le champ de bataille et donné pour des raisons plus politiques que militaires. Décerné aux commandants de régiment ou de formation inférieure pour leur compétence au combat. |
|                                                                                            | Ordre de la Liberté et de l'Indépendance 2e Classe 자유독립훈장 제2급 Sayu Tongnip Hunjang Che i-gŭp                                     | 17 juillet 1951  | Les récompenses originales de plaque à vis ou d'épingle ont été décernées aux commandants de terrain de division, de corps ou d'armée pour leurs réalisations au combat. La médaille a été décernée aux commandants de la APC et de l'APL. Sous le règne de Kim Jong Il, le prix est devenu un style cravate, a perdu son prestige sur le champ de bataille et donné pour des raisons plus politiques que militaires. Décerné aux commandants de régiment ou de formation inférieure pour leur compétence au combat. |
|                                                                                            | Ordre d'honneur du Service militaire 1re Classe 군사복무영예훈장 제1급 Kunsa Pongmu Yŏng'ye Hunjang Che il-gŭp                           | 3 juillet 1973   | |
|                                                                                            | Ordre d'honneur du Service militaire 2e Classe 군사복무영예훈장 제2급 Kunsa Pongmu Yŏng'ye Hunjang Che i-gŭp                             | 3 juillet 1973   | |
|                                                                                            | Ordre d'honneur du Service militaire 3e Classe 군사복무영예훈장 제3급 Kunsa Pongmu Yŏng'ye Hunjang Che sam-gŭp                           | 3 juillet 1973   | |
|                                                                                            | Ordre d'honneur du Service des Mines de Charbon 1re Classe 석탄광업복무영예훈장 제1급 Sŏkt'an Kwang'ŏp Pongmu Yŏng'ye Hunjang Che il-gŭp | 3 septembre 1973 | |
|                                                                                            | Ordre d'honneur du Service des Mines de Charbon 2e Classe 석탄광업복무영예훈장 제2급 Sŏkt'an Kwang'ŏp Pongmu Yŏng'ye Hunjang Che i-gŭp   | 3 septembre 1973 | |
|                                                                                            | Ordre d'honneur du Service des Mines de Charbon 3e Classe 석탄광업복무영예훈장 제3급 Sŏkt'an Kwang'ŏp Pongmu Yŏng'ye Hunjang Che sam-gŭp | 3 septembre 1973 | |
|                                                                                            | Ordre d'honneur des Services du Génie Militaire 10 Ans 군수공복무영예훈장 10 Kunsugong Pongmu Yŏng'ye Hunjang sip                        |                  | Décernée aux ingénieurs militaires vétérans, enrôlés, sous-officiers et officiers de la APC pour 10 ans de service dans le génie militaire |
|                                                                                            | Ordre d'honneur des Services du Génie militaire 20 Ans 군수공복무영예훈장 20 Kunsugong Pongmu Yŏng'ye Hunjang isip                       |                  | Décernée aux ingénieurs militaires vétérans, enrôlés, sous-officiers et officiers de la APC pour 20 ans de service dans le génie militaire |
|                                                                                            | Ordre d'honneur des Services du Génie militaire 30 Ans 군수공복무영예훈장 30 Kunsugong Pongmu Yŏng'ye Hunjang samsip                     |                  | Décernée aux ingénieurs militaires vétérans, enrôlés, sous-officiers et officiers de la APC pour 30 ans de service dans le génie militaire |
|                                                                                            | Ordre d'honneur du Service des Pêches 1re Classe 수산복무영예훈장 제1급 Susan Pongmu Yŏng'ye Hunjang Che il-gŭp                          |                  | |
|                                                                                            | Ordre d'honneur du Service des Pêches 2e Classe 수산복무영예훈장 제2급 Susan Pongmu Yŏng'ye Hunjang Che i-gŭp                            |                  | |
|                                                                                            | Ordre d'honneur du Service des Chemins de Fer 1re Classe 철도복무영예훈장 제1급 Ch'ŏldo Pongmu Yŏng'ye Hunjang Che il-gŭp                |                  | |
|                                                                                            | Ordre d'honneur du Service des Chemins de Fer 2e Classe 철도복무영예훈장 제2급 Ch'ŏldo Pongmu Yŏng'ye Hunjang Che i-gŭp                  |                  | |
|                                                                                            | Ordre d'honneur du Service des Chemins de Fer 3e Classe 철도복무영예훈장 제3급 Ch'ŏldo Pongmu Yŏng'ye Hunjang Che sam-gŭp                |                  | |
|                                                                                            | Ordre de l'Amitié 1st Class 조선민주주의인민공화국친선훈장 제1급 Chosŏn Minjujuŭi Inmin Konghwaguk Ch'insŏn Hunjang Che il-gŭp           | 1985             | Attribué uniquement aux non-ressortissants. Comprenant : - Antonio Inoki le 15 septembre 2010 |
|                                                                                            | Ordre de l'Amitié 2nd Class 조선민주주의인민공화국친선훈장 제2급 Chosŏn Minjujuŭi Inmin Konghwaguk Ch'insŏn Hunjang Che i-gŭp            | 1985             | Attribué uniquement aux non-ressortissants. Comprenant : - Alejandro Cao de Benos (en) , - Norbert Vollertsen (en) en 1999 - Ellsworth Culver (en) le 10 janvier 2006 - Liu Xiaoming le 3 février 2010[réf. nécessaire]. |
|                                                                                            | Ordre du Drapeau rouge des trois grandes révolutions 3대혁명붉은기훈장 Sam Tae Hyŏngmyŏng Pulg'ŭngi Hunjang                              | 20 novembre 1986 | |
|                                                                                            | Ordre d'honneur des Professeurs 1re Classe                                                                                               | 10 avril 2008    | Décerné aux enseignants qui ont travaillé avec dévouement pour mettre en œuvre les Thèses sur l'éducation socialiste de Kim Il-sung |
|                                                                                            | Ordre d'honneur des Professeurs 2nd Class                                                                                                | 10 avril 2008    | Décerné aux enseignants qui ont travaillé avec dévouement pour mettre en œuvre les Thèses sur l'éducation socialiste de Kim Il-sung |
|                                                                                            | Ordre d'honneur des Professeurs 3e Classe                                                                                                | 10 avril 2008    | Décerné aux enseignants qui ont travaillé avec dévouement pour mettre en œuvre les Thèses sur l'éducation socialiste de Kim Il-sung |
|                                                                                            | Ordre de la classe ouvrière Kunjari. | 7 avril 2016     | Décerné aux fonctionnaires et travailleurs de l'industrie des munitions qui se sont distingués dans la campagne de mobilisation de la classe ouvrière « Kunjari ». |

## Ordres commémoratifs
| Ordre et ruban | Nom (Anglais/Coréen/Translittération) | Date de création | Description |
|                | Ordre commémoratif de l'« Anniversaire de la fondation de l'Armée populaire » 조선인민군창건기념훈장 Chosŏn Inmin'gun Ch'anggŏn Kinyŏm Hunjang                                                                               | 25 janvier 1968  | Cet ordre était à l'origine daté de 1968.2.8 pour le 20e anniversaire et également un dos vissé (le seul ordre commémoratif à dos vissé), les variations ultérieures sont un dos épinglé et non daté pour les 40e et 50e anniversaires. Cet ordre peut être décerné à un individu jusqu'à trois fois, en particulier s'il s'agit d'un ancien combattant ou d'un officier ou sous-officier retraité de l'APC, en reconnaissance des services rendus au pays. |
|                | Ordre commémoratif du « 20e Anniversaire de la fondation de la république populaire démocratique de Corée » 조선민주주의인민공화국창건20주년기념훈장 Chosŏn Minjujuŭi Inmin Konghwaguk Ch'anggŏn Isip Chunyŏn Ginyŏm Hunjang | 24 mai 1968      | Cette distinction n'a été attribuée qu'une seule fois par bénéficiaire et datée du 09/09/1968 au revers. Décerné aux personnes qui ont aidé à fonder la RPDC en 1948 ainsi qu'à ceux qui ont contribué à la défense nationale, au développement et au progrès au cours des 20 dernières années. |
|                | Ordre commémoratif de la « Fondation de la république populaire démocratique de Corée » 조선민주주의인민공화국창건기념훈장 Chosŏn Minjujuŭi Inmin Konghwaguk Ch'anggŏn Kinyŏm Hunjang                                        | 1978             | Cet ordre commémoratif a été émis à l'occasion des 30e et 40e anniversaires de la fondation de la RPDC. Il n'a été attribué qu'un maximum de deux fois à un même récipiendaire. L'avers de cet ordre est identique à l'ordre commémoratif du 20e anniversaire mais n'est pas daté au verso. |
|                | Ordre commémoratif du « 40e Anniversaire de la Victoire de la Guerre de Libération de la Patrie » 조국해방전쟁승리40돐기념훈장 Choguk Haebang Chǒnjaeng Sŭngri Mahŭn-dol Kinyŏm Hunjang                                      | 1993             | |
|                | Ordre commémoratif du « 5 Mars » 3월5일기념훈장 Sam-wŏl O-il Kinyŏm Hunjang | 3 mars 1986      | |
|                | Ordre commémoratif du « 30e Anniversaire de la présentation agricole » 농촌데제발표30돐년기념훈장 Nongch'onde Chebal P'yo Sŏrŭn-dolnyŏn Kinyŏm Hunjang                                                                       | 1990             | |
|                | Ordre commémoratif du « 60e Anniversaire de l'Armée Populaire » 조선인민군창건60돐기념훈장 Chosŏn Inmin'gun Ch'anggŏn Yesun-dol Kinyŏm Hunjang                                                                               | 1992             | |
|                | Ordre commémoratif de la « Construction de la Capitale » 수도건설기념훈장 Sudo Kŏnsŏl Kinyŏm Hunjang | 1992             | |
|                | Ordre commémoratif du « 50e Anniversaire de la fondation de la république populaire démocratique de Corée » 조선민주주의인민공화국창건50돐년기념훈장 Chosŏn Minjujuŭi Inmin Konghwaguk Ch'anggŏn Swin-dolnyŏn Kinyŏm Hunjang | 1998             | |
|                | Ordre commémoratif du "60e Anniversaire de la Victoire de la Guerre de Libération de la Patrie" 조국해방전쟁승리60돐기념훈장 Choguk Haebang Chǒnjaeng Sŭngri Yesun-dol Kinyŏm Hunjang                                        | 24 avril 2013    | La plus récente médaille commémorative de l'État, décernée à tous les anciens combattants de la guerre de Corée |

## Médailles
| Médaille et ruban | Nom (Anglais/Coréen/Translittération) | Date de création | Description                                                                            |
|                   | Médaille du Mérite militaire 군공메달 Médaille Kun'gong                                                                                                  | 13 juillet 1949  | Décerné à plus de 500000 Coréens et plus de 400000 Chinois pendant la guerre de Corée. |
|                   | Médaille du Mérite du travail 공로메달 Médaille Kongro                                                                                                   | 13 juillet 1949  | Décerné pour service méritoire dans le domaine du travail.                             |
|                   | Médaille d'honneur du Service militaire 군사복무영예메달 Médaille Kunsa Pongmu Yŏng'ye                                                                   | 3 juillet 1973   |                                                                                        |
|                   | Médaille des Mérites Agricoles 농업공로메달 Médaille Nong'ŏp Kongro                                                                                      | 24 décembre 1974 |                                                                                        |
|                   | Médaille de l'amitié de la république populaire démocratique de Corée 조선민주주의인민공화국친선메달 Médaille Chosŏn Minjujuŭi Inmin Konghwaguk Ch'insŏn | 1985             |                                                                                        |

### Médailles commémoratives
| Médaille et ruban | Nom (Anglais/Coréen/Translittération) | Date de création | Description |
|                   | Médaille pour la Libération de la Corée 조선 1945.8.15 Chosŏn 1945.8.15 | 16 octobre 1948  | Décerné pour sa participation aux armées d'indépendance coréennes. 10000 décernés en 1949.                                                                           |
|                   | Médaille Commémorative de la « Grande Guerre de Libération de la Patrie 1950-1953 » 위대한조국해방전쟁을기념메달 1950–1953 Widaehan Choguk Haebang Chǒnjaeng'ŭl Kinyŏm Medal 1950–1953         | 15 août 1953     | Décerné à tout le personnel enrôlé actif et de réserve, sous-officiers, officiers, généraux et amiraux de l'APC qui ont participé à la guerre de Corée de 1950-1953. |
|                   | Médaille Commémorative de la « Participation à la Guerre de Libération de la Patrie 1950-1953 » 조국해방전쟁참전기념메달 1950–1953 Médaille Choguk Haebang Chǒnjaeng Ch'amjŏn Kinyŏm 1950–1953 | 15 août 1953     | Décerné à tout le personnel enrôlé actif et de réserve, sous-officiers, officiers, généraux et amiraux de l'APC qui ont participé à la guerre de Corée de 1950-1953. |
|                   | Médaille Commémorative de la « Libération de la Patrie » 조국해방기념메달 Médaille Choguk Haebang Kinyŏm                                                                                       |                  | Décerné à tout le personnel enrôlé actif et de réserve, sous-officiers, officiers, généraux et amiraux de l'APC qui ont participé à la guerre de Corée de 1950-1953. |
|                   | Médaille commémorative de la « Fondation de la république populaire de Corée » 조선민주주의인민공화국창건기념메달 Médaille Chosŏn Inmin'gun Ch'anggŏn Kinyŏm                                   |                  | |
|                   | Médaille Commémorative du « 20e anniversaire de Chongryon » 20총련기념메달 Médaille Isip Ch'ŏngryŏn Ch'anggŏn Kinyŏm                                                                           | 20 mai 1975      | |
|                   | Médaille Commémorative « Construction du Barrage de la Centrale Électrique de Cheonggang » 정강산발전소건설기념메달 Médaille Chŏnggang Sanbaljŏnso Kŏnsŏl Kinyŏm                               | 1990             | |
|                   | Médaille Commémorative de la « Construction de la Capitale » 수도건설기념메달 Médaille Sudo Kŏnsŏl Kinyŏm                                                                                      | 1992             | |
|                   | Médaille Commémorative de la « Construction de la Centrale Électrique du Mont Kumgang » |                  | [ 12 ] |
|                   | Médaille Commémorative de la « Construction de l'Autoroute Pyongyang-Nampo » 평양-남포고속도로건설기념메달 Médaille P'yŏngyang-Namp'o Kosoktoro Kŏnsŏl Kinyŏm                                  |                  | |
|                   | Médaille Commémorative de la « Parade Militaire » 열병식기념메달 Médaille Yŏlbyŏngsik Kinyŏm                                                                                                   |                  | Décernée aux unités militaires participant aux différents défilés militaires en commémoration des jours fériés.                                                      |
|                   | Médaille Commémorative de la « Construction de la Centrale Électrique de Huicheon » 희천발전소건설기념메달 Médaille Huichŏn Paljŏnso Kŏnsŏl Kinyŏm                                             | 23 octobre 2011  | |
|                   | Médaille Commémorative de la « Construction de la centrale électrique des jeunes du mont Paektu » 백두산청년발전소건설기념메달 Médaille Paektusan Chongnyon Paljŏnso Kŏnsŏl Kinyŏm             | 2016             | |

## Prix
| Médaille et ruban | Nom (Anglais/Coréen/Translittération)                 | Date de création | Description |
|                   | Prix Kim Il-sung                                      |                  | [ 13 ]      |
|                   | Prix Kim Jong-il                                      |                  |             |
|                   | Prix International Kim Il-sung                        | 13 avril 1993    | [ 14 ]      |
|                   | Prix International Kim Jong-il                        | 24 décembre 2012 | [ 14 ]      |
|                   | Prix d'Honneur de la Jeunesse Kim Il-sung             |                  | [ 15 ]      |
|                   | Prix d'Honneur des Enfants Kim Il-sung                |                  | [ 16 ]      |
|                   | Prix d'Honneur de la Jeunesse Kim Jong-il             |                  | [ 17 ]      |
|                   | Prix d'Honneur des Enfants Kim Jong-il                |                  | [ 17 ]      |
|                   | Prix de la Réunification nationale                    | 1990             |             |
|                   | Prix du Peuple                                        |                  | [ 18 ]      |
|                   | Prix de la Science et de la Technologie du 16 Février |                  | [ 19 ]      |
|                   | Prix Torche de l'innovation technique                 |                  | [ 20 ]      |
|                   | Prix de la Machine                                    |                  | [ 20 ]      |

## Badges
| Médaille et Ruban | Nom (Anglais/Coréen/Translittération) | Date de création | Description |
|                   | Insigne Commémoratif du « 20e Anniversaire de la Fondation de l'Armée Populaire » 조선인민군창건20주년기념휘장 Chosŏn Minjujuŭi Inmin Konghwaguk Ch'anggŏn Isip Chunyŏn Kinyŏm Hwijang | 8 août 1968      |             |
|                   | Insigne d'honneur de Chollima 천리마 영예 휘장 Ch'ŏllima Yŏng'ye Hwijang | 1968             |             |

## Titres Honorifiques
Les titres honorifiques en Corée du nord comprennent :
- Acteur Émérite[18]
- Artiste Émérite[18]
- Acteur Méritant (ko)[12]
- Athlète Méritant (en)[15]
- Artiste Méritant[21]
- Journaliste Méritant[13]
- Pédagogue Exemplaire du 8 Octobre[22]
- Titres « du Peuple » (zh)[12]
  - Acteur du Peuple (ko)[12]
  - People's Athlete[15]
  - Artiste du Peuple (Corée du Nord) (ko)[21]
  - Journaliste du Peuple[13]
  - Scientifique du Peuple[23]
  - Professeur du Peuple[24]

#### Lecture complémentaires
- « The Bizarre Award Given to the Machineries and Equipment in North Korea », Koryo Tours, 23 octobre 2019
- David L. Cabral, Orders and Decorations of the Democratic People's Republic of Korea, San Ramon, coll. « Orders and Medals Society of America Monograph Series No. 8 », 2000, 2e éd.
- Robin C. Chang, « Unusual 'Heroes' of North Korea », JOMSA: The Journal of the Orders and Medals Society of America, vol. 58, no 6,‎ 2007, p. 36-37 (ISSN 0025-6633, lire en ligne)
- Kevin R. Ingraham, Honors, Medals and Awards of the Korean War 1950-1953, Binghampton, Prospect Press, 1993, 1re éd. (ISBN 0-9635795-0-9)
- Andrei Lankov, North of the DMZ: Essays on Daily Life in North Korea, Jefferson, McFarland, 2014 (ISBN 978-0-7864-5141-8), « Honoring the Order of Medals »
- World Orders of Knighthood and Merit, vol. 2, Wilmington, Burke's Peerage & Gentry, 2006 (ISBN 978-0-9711966-7-4), « Korea, Democratic People's Republic of (North) »
- Robert Werlich, Orders and Decorations of All Nations: Ancient and Modern, Civil and Military, Washington, Quaker Press, 1990, 2e éd. (OCLC 55357779), « Korea »